# Parotia sefilata
El ave del paraíso de Pennant (Parotia sefilata) es una especie de ave paseriforme de la familia Paradisaeidae endémica de la región de Nueva Guinea Occidental, Indonesia.
Mide unos 33 cm y la única diferencia entre machos y hembras son las seis plumas que sobresalen de la cabeza al macho. Su cuerpo tiene una forma ovalada, casi redonda. Lo raro de esta especie y que diferencia al resto de las aves del paraíso es que el macho ayuda a la hembra con el nido y la alimenta en él.[cita requerida] Esta especie tiene una característica distintiva para impresionar a las hembras durante el cortejo. El ave del paraíso de Pennant extiende las plumas del cuello dando la impresión de usar una pequeña falda negra y baila en círculos.